# SN 2009ln
SN 2009ln – supernowa typu II-P odkryta 18 listopada 2009 roku w galaktyce A030757+1621. W momencie odkrycia miała maksymalną jasność 18,20m.